# Billy Bussey
Billy Bussey (Stati Uniti, ...) è un attore e stuntman statunitense.
È noto per aver interpretato Gus Gorilla nel film Willy's Wonderland.

## Filmografia parziale

### Cinema
- House of the Wolf Man, regia di Eben McGarr (2009)
- Blood of Redemption, regia di Giorgio Serafini (2013)
- Astro, regia di Asif Akbar (2018)
- Willy's Wonderland, regia di Kevin Lewis (2021)

### Televisione
- Deadliest Warrior (2011) - serie TV
- Vsauce3: Into the Badlands (2015) - miniserie TV
- Black Lightning (2018) - serie TV
- American Soul (2019) - serie TV